# Aleuropteryx vulgaris
Aleuropteryx vulgaris is een insect uit de familie van de dwerggaasvliegen (Coniopterygidae), die tot de orde netvleugeligen (Neuroptera) behoort. 
De wetenschappelijke naam Aleuropteryx vulgaris is voor het eerst geldig gepubliceerd door Meinander in 1972.